# 沢田広
沢田 広（澤田 廣、さわだ ひろし、1918年11月15日 - 2002年2月10日）は、日本の政治家。衆議院議員。 埼玉県大宮市（現さいたま市）出身。

## 略歴
1941年（昭和16年）日本大学文理学部（高等師範）卒業。国鉄職員から国鉄労働組合役員、大宮市議会議員を経て、1959年から大宮市選出の埼玉県議会議員を4期務める。
1972年総選挙に日本社会党公認で旧埼玉1区から立候補するが落選。
旧1区から旧埼玉5区が分離独立した1976年総選挙では旧5区から立候補し、初当選を果たした。以後衆議院議員を6期務める。
この間1979年（昭和54年）11月に衆議院交通安全対策特別委員会理事・1989年（平成元年）に衆議院沖縄及び北方問題に関する特別委員長を務める。
1993年総選挙では地元党組織が秦哲美擁立に動いたのに対し、無所属で立候補を強行。社会党の全国的な退潮もあって秦ともども落選し、政界を退いた。同年4月の春の叙勲で勲二等旭日重光章を受章した。
このほか藍綬褒章を受章し、幼稚園を経営し、トーニチ社長に就任した。
2002年（平成14年）2月10日、膵臓がんのため死去した。83歳没。死没日付をもって正四位に叙された。